# Kraftwerk Kozienice
Das Kraftwerk Kozienice ist ein zwischen 1972 und 1979 in Betrieb genommenes kohlebefeuertes Kraftwerk bei Kozienice in Polen, welches über eine Gesamtleistung von 2820 MW verfügt.
Mit einem CO2-Ausstoß von 15,9 Mio. Tonnen verursachte das Kraftwerk im Jahr 2021 die vierthöchsten Treibhausgasemissionen aller europäischen Kraftwerke.
Das Kraftwerk Kozienice verfügt über drei Schornsteine, zwei zu je 200 und einen von 300 Metern Höhe. Letzterer gehört zu den höchsten freistehenden Bauwerken Polens. Eine Besonderheit des Kraftwerks Kozienice ist, dass die Hochspannungsleitungen, die das Kraftwerk verlassen, auf Dachständern auf dem Kraftwerksgebäude verlegt sind.
Block 11
Am 21. November 2012 erfolgte die Grundsteinlegung für den Bau eines neuen Kraftwerksblocks mit einer projektierten Leistung von 1075 MW brutto. Die Fertigstellung war für das zweite Quartal 2017 vorgesehen. Die erfolgreiche Druckprobe erfolgte am 18. Februar 2016. Nach Fertigstellung ist es der größte mit Steinkohle befeuerte Kraftwerksblock in Europa.